# Ewa Knioła
Ewa Knioła (ur. 27 lipca 1987) – polska judoczka.
Była zawodniczka klubów: DKS Targówek Warszawa (2000), AZS UW Warszawa (2001-2004), WKS Gwardia Warszawa (2005-2009), KŚ AZS Gliwice (2010). Dwukrotna srebrna medalistka zawodów Pucharu Europy juniorek (2002, 2005). Dwukrotna brązowa medalistka mistrzostw Polski seniorek w wadze do 57 kg (2008, 2009). Ponadto m.in. dwukrotna młodzieżowa mistrzyni Polski (2007, 2008) i mistrzyni Polski juniorek 2005.